# The Teardrop Explodes
The Teardrop Explodes — британская рок-группа, образованная в 1978 году в Ливерпуле, Англия, певцом, гитаристом и автором песен Джулианом Коупом (до этого — участником Crucial Three, где также начинали Иэн Маккалох из Echo and the Bunnymen и Пит Вайли из Wah!), и два года спустя оказавшаяся в числе лидеров ливерпульской нововолновой неопсиходелической сцены.
Успех группе принёсли в 1980 году дебютный альбом Kilimanjaro (#24, UK), восторженно встреченный критикой, а также синглы «Reward» (1981, UK #6) и «Treason» (1981, UK #18). 

## Дискография

### Альбомы
- Kilimanjaro (1980, UK #24)
- Wilder (1981, UK #29)
- Everybody Wants to Shag … The Teardrop Explodes (1990, UK #72)

#### Компиляции
- Piano (rarities, 1990)
- Floored Genius — The Best of Julian Cope and the Teardrop Explodes (UK #22, 1992)
- Zoology (редкие записи, 2004)
- Peel Sessions Plus (1979-82, BBC Radio 1)

#### Синглы
- «Sleeping Gas» (1979)
- «Bouncing Babies» (1979)
- «Treason» (1980)
- «When I Dream» (1980) (#UK 47)
- «Reward» (1981) (UK #6)
- «Treason» (reissued 1981) (UK #18)
- «Ha-Ha I’m Drowning» (1981)
- «Passionate Friend» (1981) (UK #25)
- «Colours Fly Away» (1981) (UK #54)
- «Tiny Children» (1982) (UK #44)
- «You Disappear from View» (1983) (UK #41)
- «Serious Danger» (1990)